# Banaroo
Banaroo [bænəˈɹuː] war eine vierköpfige deutsche Popband. Sie wurde Anfang 2005 vom deutschen Fernsehsender Super RTL für die Doku-Soap Banaroo: Das Star-Tagebuch zusammengestellt, die zwischen April und Juli 2005 täglich im Vorabendprogramm des Senders ausgestrahlt wurde. Ähnlich wie die niederländische Castingband Ch!pz sollte Banaroo mit einfachen, aber sehr eingängigen Popsongs insbesondere jüngere Kinder ansprechen. In ihrem Gründungsjahr gehörten die Vier zu den kommerziell erfolgreichsten deutschen Bands und erhielten dafür zwei Echo-Nominierungen. Im Jahr 2025 machten die ehemaligen Mitglieder Geißler und Magro einen Comeback, allerdings nicht als Banaroo, sondern untern dem Namen Cat & Vito. 

## Mitglieder
Robbert „Bobby“ Dessauvagie (* 13. Oktober 1982 in Monster, Niederlande) bekam ab dem Kindesalter Ballettunterricht. Er arbeitete zunächst als Model. 2004 nahm er an der niederländischen Version von Popstars: The Rivals teil und qualifizierte sich für das Finale der besten zehn Männer. Nach der ersten Liveshow schied er aus dem Wettbewerb aus.
2013 bekam er die Rolle des Zitronenfalters Vincent in dem Theater-Musical „Willie der Weihnachtsstollen“. Das Stück spielte vom 13. November bis 29. Dezember 2013 in der Comödie Dresden. Mittlerweile lebt er in Barcelona und arbeitet als Blogger und Coach.
Stefanie „Steffy“ Dreyer (* 21. Januar 1982 in Weimar) erhielt als Jugendliche eine Ausbildung zur Cellospielerin und nahm klassischen Gesangsunterricht. Im Jahr 2000 zog sie nach Berlin, um dort an der Hochschule der Künste Musical und Show zu studieren. Erste Erfahrungen vor Publikum sammelte sie ab 2002 als Nebendarstellerin auf kleineren Theaterbühnen in Berlin und Bremen. 2004 war sie in einer Nebenrolle in einer Episode der ARD-Fernsehserie Die Kommissarin zu sehen. Im selben Jahr übernahm sie in der ProSieben-Vorabendserie 18 – Allein unter Mädchen die Rolle der Catharina, einer ehrgeizigen Sportlerin, die für einen Tanzwettbewerb trainiert. Seit 2004 spielt sie für die Berliner „Bar jeder Vernunft“ im Stück Cabaret die Sally Bowles. 2018 spielte Dreyer in der RTL-Show Hotel Verschmitzt mit, welche Ralf Schmitz moderiert wurde. Seit 2019 führt Dreyer regelmäßig Auftritte mit dem Kabarett Kabarett Zwiebelknolle. Sie ist inzwischen verheiratet und Mutter von drei Söhnen.
Kathrin „Cat“ Geißler (* 19. März 1987 in Hamburg) ist das jüngste Bandmitglied. Geißler begann im Alter von sieben Jahren mit Tanz- und Klavierunterricht. Bevor sie Mitglied von Banaroo wurde, wirkte sie in ihrer Heimatstadt in verschiedenen Musicalproduktionen mit. Im Hamburger Delphi Showpalast spielte sie ab Januar 2005 in dem Musical Happy Hippies in Space von Bo Lander ihre erste Hauptrolle. 2013 veröffentlichte sie unter dem Namen Cathrin Geissler bei TELAMO das Schlageralbum Ich. 2018 war sie kurz in der Band Hot Banditoz. 2021 veröffentlichte sie mit Vito, unter den Namen Cat & Vito, den Song Wunderschön.
Vittorio „Vito“ Magro (* 12. Februar 1980 in Saint-Nicolas, Belgien) ist italienischer Abstammung. Zusammen mit vier Geschwistern wuchs er in Frankfurt am Main auf. Magro begann im Chor seiner Grundschule zu singen, setzte das später in einer selbstgegründeten Arbeitsgruppe und im Rahmen einzelner Soloprojekte fort. Er nahm an der Castingshow Chart Up des Fernsehsenders Sat.1 teil und drang bis in das Finale vor. 2003 begann er, an der Voice Factory in Frechen seine Stimme weiter auszubilden. Seit 2008 singt er zusammen mit Claudia Cacciato, in einem deutsch/italienischen Pop-Duo, genannt „Destivo“. Seit 2011 besetzt Elliana D´Ippolito den weiblichen Part des Duos.

## Bandgeschichte

### Banaroo: Das Star-Tagebuch
Nach dem anhaltenden Erfolg von Castingshows im deutschen Fernsehen konzipierte Super RTL das Star-Tagebuch als neues Fernsehformat. Als geistiger Vater des Projektes gilt Michael Bolte, Mitglied der Marketing-Abteilung von Super RTL. Angelehnt an das Konzept von Popstars sollte die neue Sendung eine neu zusammengestellte Popband bei ihren ersten Karriereschritten dokumentarisch begleiten und so einen authentischen Blick auf die Anfangsarbeit einer Band ermöglichen. Im Gegensatz zu anderen Formaten wurde jedoch auf alle interaktiven Elemente zur stetigen Selektierung der Castingteilnehmer verzichtet.
Das Casting fand vor Beginn der Dreharbeiten in enger Abstimmung mit der Plattenfirma Na Klar! Records Hennef/Berlin statt. Gefunden werden sollten so genannte High Potentials, junge Künstler, die noch am Anfang ihrer Karriere standen, jedoch im Bereich Gesang und Tanz schon auf erste Erfahrungen vor Publikum verweisen konnten. Aus dem Casting gingen Dessauvagie, Dreyer, Geißler und Magro als Teilnehmer der Serie hervor. Als Name der Band wurde Banaroo gewählt. Er geht nach Angaben von Vittorio Magro auf ein eigenes Erlebnis bei einem Zoobesuch zurück. Als ihn dort ein kleines Kind fragte, ob Kängurus auch Bananen essen würden, antwortete er: „Wenn Kängurus Bananen essen würden, müssten sie ja Banaroos heißen …“
Mit der Ausstrahlung von Banaroo: Das Star-Tagebuch begann Super RTL am 18. April 2005. Bis zum 10. Juli 2005 wurden täglich um 19:05 Uhr insgesamt 84 Kapitel gezeigt. Produziert wurde die Serie von Mark Feuerstake, der auch Regie führte. Für die Dreharbeiten bezogen die vier Bandmitglieder in Köln eine Wohngemeinschaft. In den fünfminütigen Episoden konnte der Zuschauer alle Aktivitäten zum Aufbau der Karriere von Banaroo, wie Stimmtraining und Choreografieproben, verfolgen, erhielt aber auch private Einblicke. Jeweils am Samstagvormittag sendete Super RTL eine 20-minütige Wochenzusammenfassung.
Die Sendung entwickelte sich zur erfolgreichsten Eigenproduktion von Super RTL seit Bestehen des Senders. Allabendlich verfolgten im Durchschnitt 590.000 Zuschauer (Marktanteil: 2,9 %) die Serie, in der Spitze sogar bis zu 800.000 Zuschauer. In der für Super RTL relevanten Zielgruppe der 3- bis 13-Jährigen hatte Das Star-Tagebuch im Durchschnitt 370.000 Zuschauer und einen Marktanteil von 30,2 %.

### Dubi Dam Dam
Fünf Wochen nach der ersten Episode kam am 23. Mai 2005 die Debütsingle Dubi Dam Dam auf den Markt. Neben einem Remix enthielt sie auch den Titelsong der Serie: Make You See the Stars. Produziert wurde die Single von Carsten Wegener und Timo Hohnholz, die auch für wesentliche Teile des später folgenden Alben verantwortlich zeichneten. Und wie bei anderen gecasteten Bands zuvor ging auch bei Banaroo die Strategie auf, ständig verfügbare Fernsehpräsenz gezielt als Marketinginstrument zu nutzen. Der Song erreichte in Deutschland auf Anhieb Platz zwei der Singlecharts. In Österreich und der Schweiz war er ähnlich erfolgreich.
Auch das fünf Wochen später veröffentlichte Debütalbum Banaroo’s World war ein großer Verkaufserfolg. Es stieg in Deutschland am 20. Juni 2005 zunächst auf Platz fünf der Charts ein und eroberte Mitte August für eine Woche die Spitze. In Österreich hielt sich das Album sieben Wochen auf Platz eins.
Kurz darauf wurde die von Thorsten Brötzmann produzierte zweite Single aus dem Album ausgekoppelt. Space Cowboy bestätigte den Erfolg der ersten Single weitgehend und erreichte in Deutschland die Top fünf.
Ende September 2005 wurden Banaroo in Deutschland für mehr als 150.000 verkaufte Singles eine Goldene Schallplatte und für mehr als 200.000 verkaufte Alben eine Platin-Schallplatte verliehen. Auch in der Schweiz und in Österreich wurden Single und Album jeweils mit Gold ausgezeichnet.
Für ihre Erfolge wurden Banaroo als Bester Newcomer sowohl für den Popmusikpreis Comet des deutschen Musiksenders VIVA als auch für den Echo nominiert.

### Banaroo – Der Film!
Nach dem Auslaufen der Fernsehserie kam am 8. August 2005 die DVD Banaroo – Der Film! auf den Markt. Neben den drei Musikvideos zu Dubi Dam Dam, Space Cowboy und Make You See the Stars sowie fünf weiteren Liveaufnahmen enthält die DVD drei nicht ausgestrahlte Folgen des Star-Tagebuchs. Sie zeigen einen Besuch der Band im Studio der Produktionsfirma und einen gemeinsamen Ausflug an den Rhein. Als Bonusmaterial wurden Outtakes der Serie auf die DVD gepackt.

### Christmas World
Bereits fünf Monate nach dem Debüt erschien am 25. November 2005 unter dem Titel Christmas World das Nachfolgealbum, eine Zusammenstellung bekannter Weihnachtslieder, die von Banaroo neu eingespielt wurden. Das Album wurde wiederum von Carsten Wegener und Timo Hohnholz produziert.
Einzig neu komponierter Song auf dem Album war Coming Home for Christmas, der vorab als Single ausgekoppelt wurde. Nicht zuletzt dank gezielter Marketingaktionen – so wurde der Titel als offizieller Song der RTL-Benefizaktion ChariTree ausgewählt – erreichte die Single in allen deutschsprachigen Ländern wiederum die Top-10.

### Album No. 3: Amazing
Rechtzeitig bevor Super RTL begann, mit Yoomiii die nächste Star-Tagebuch-Band aufzubauen, veröffentlichten Banaroo am 24. März 2006 ein weiteres Album, das dritte binnen neun Monaten. Musikalisch knüpfte es weitgehend an das Debütalbum an. Fünf der zwölf Songs stammten wieder vom Produzententeam Wegener/Hohnholz, einen Track steuerte Dieter Bohlen bei. Als Extra spielte die Band den Titelsong der Zeichentrickserie Kim Possible – im Original von Christina Milian – neu ein. Die junge Fangemeinde blieb Banaroo treu. Album und die vorab ausgekoppelte Single Uh Mamma stiegen wiederum in den Hitparaden aller drei deutschsprachigen Länder auf den vorderen Plätzen ein. In Österreich erreichte das Album bereits vier Wochen nach der Veröffentlichung Goldstatus.

### Das letzte Album: Fly Away
Das vierte und letzte Album Fly Away erschien am 27. Februar 2007.
Es wurde vom Sender Nickelodeon promotet, genauso wie die Singles Ba Yonga Wamba und I’ll Fly Away. In der Zeit um den Veröffentlichungstermin herum wurde Banaroo als Jury in der Nick-Produktion Nick Talent eingesetzt. Die Gewinnerin der Show, Naomi Walz, durfte beim Videoclip zur Single I’ll Fly Away mit Banaroo drehen. Ende 2007 wurde noch eine Kompilation aller Lieder unter dem Titel The Best of Banaroo veröffentlicht. Nachdem der Erfolg ausblieb, verlor die Band ihren Plattenvertrag und zog sich in ihre Privatsphäre zurück.
Im Mai 2008 gab Vito auf der Band-Website bekannt, dass die Band sich aufgelöst hat und die Mitglieder sich Einzelprojekten widmen wollen.

### Neugründung 2013
Im Jahr 2013 wurde Banaroo neu gegründet, dabei wurde die gesamte Besetzung ausgewechselt. Erneut stand die Band bei der Plattenfirma Na Klar! Records unter Vertrag, für die Musik war Oliver deVille verantwortlich.
Weder das Album noch eine der Singles konnten sich seit der Neugründung in den Charts platzieren.
Am 6. November 2013 gab Luppino auf ihrer Facebook-Seite bekannt, dass sich die Band wieder aufgelöst hat. In der Begründung hieß es, dass eine Zusammenarbeit mit Na Klar! Records nicht mehr möglich war.

### Comeback 2025 mit Remake vonDubi Dam Dam
Im August 2022 erstellten die Ursprungsmitglieder Vito Magro und Cathrin Geißler Accounts auf der Plattform TikTok. Dort veröffentlichen die beiden seitdem regelmäßig Videos über Banaroo. Im Spätsommer 2024 wurde bekannt, dass Magro und Geißler sich dem deutschen Schlager widmen werden und nun als Cat & Vito im Jahr 2025 ein Album veröffentlichen werden. Am 3. Januar 2025 wurde die erste Single Die Allerbeste Zeit veröffentlicht, die eine Neuauflage von der ersten Banaroo-Single Dubi Dam Dam ist.

## Diskografie
Studioalben

| Jahr | Titel Musiklabel                       | Höchstplatzierung, Gesamtwochen, AuszeichnungChartplatzierungen (Jahr, Titel, Musiklabel, Platzierungen, Wochen, Auszeichnungen, Anmerkungen) | Höchstplatzierung, Gesamtwochen, AuszeichnungChartplatzierungen (Jahr, Titel, Musiklabel, Platzierungen, Wochen, Auszeichnungen, Anmerkungen) | Höchstplatzierung, Gesamtwochen, AuszeichnungChartplatzierungen (Jahr, Titel, Musiklabel, Platzierungen, Wochen, Auszeichnungen, Anmerkungen) | Anmerkungen                                             |
| Jahr | Titel Musiklabel                       | DE | AT | CH | Anmerkungen                                             |
| ---- | -------------------------------------- | --- | --- | --- | ------------------------------------------------------- |
| 2005 | Banaroo’s World Na klar! Records (UMG) | DE1 Platin · (30 Wo.)DE | AT1 (23 Wo.)AT | CH7 (19 Wo.)CH | Erstveröffentlichung: 20. Juni 2005 Verkäufe: + 200.000 |
| 2006 | Amazing Na klar! Records (UMG)         | DE6 (16 Wo.)DE | AT2 Gold · (17 Wo.)AT | CH25 (13 Wo.)CH | Erstveröffentlichung: 24. März 2006 Verkäufe: + 10.000  |
| 2007 | Fly Away Na klar! Records (UMG)        | DE44 (2 Wo.)DE | AT24 (7 Wo.)AT | CH86 (1 Wo.)CH | Erstveröffentlichung: 13. April 2007                    |
| 2013 | Bubblegum World Na klar! Records (UMG) | — | — | — | Erstveröffentlichung: 7. Juni 2013                      |